# Central nuclear del condado de LaSalle

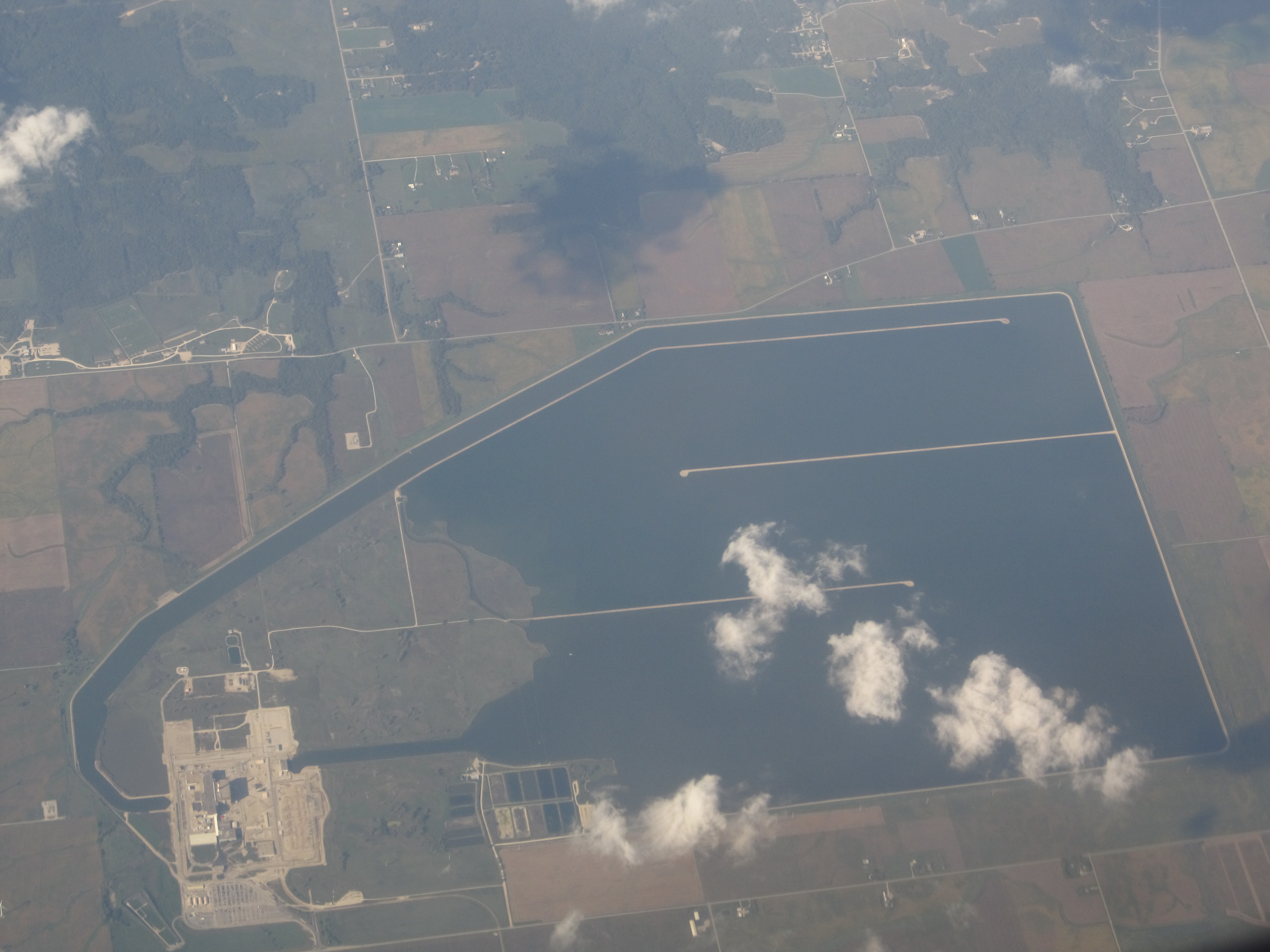
Imagen aérea de la central nuclear del condado de LaSalle.

La central nuclear del condado de LaSalle está situada 18 km al sudeste de Ottawa (Illinois) y proporciona electricidad a Chicago y al sector norte de Illinois. Tiene dos reactores en ebulición de General Electric. La planta es propiedad de Exelon Corporation quien se ocupa también de su funcionamiento.

## Emergencia del Área del Emplazamiento
El 20 de febrero de 2006 el Chicago Tribune informó que una "emergencia del área del emplazamiento (EAE)" (una clasificación solo un nivel por debajo de la "emergencia general" que sucedió en Three Mile Island) fue declarada en la planta a las 12:28 AM.  Esta fue la primera EAE que se declaraba en una planta nuclear de Estados Unidos desde la de 1991 en el reactor de la Unidad 2 de Nine Mile Point en Nueva York. Sin embargo, varias EAE han sucedido en los años de intervención en las plantas de ciclo de combustible o en las instalaciones propiedad del gobierno de los Estados Unidos regulados por el Departamento de Energía en lugar de la Nuclear Regulatory Commission. Fue la cuarta EAE de la NRC en la historia nuclear de los Estados Unidos.
Los trabajadores estaban apagando la Unidad 1 para repostaje a las 12:28 AM cuando el sistema de control de la turbina de la planta tuvo una disfunción, afectando al reactor. El reactor había estado funcionando al 6% de su potencia en el momento de la afectación (SCRAM). Los instrumentos de la planta indicaban que tres de las 185 barras de control utilizadas para apagar el reactor no estaban totalmente insertadas, disparando la declaración de emergencia. Después de un rearranque, los instrumentos de la planta indicaron que solo una barra de control no estaba totalmente insertada, en lugar de tres. La emergencia se dio por finalizada a las 4:27 AM sin que se produjera ninguna liberación de radioactividad.
Evaluaciones posteriores han confirmado que todas las barras de control estaban totalmente insertadas a los cuatro minutos de que se produjera el incidente. Una revisión posterior apunta a que solo se trataba de problemas de los indicadores de las barras de control en las tres barras afectadas y que todas ellas estaban totalmente insertadas inmediatamente en el momento en que el reactor parecía afectado. Evaluaciones de seguimiento también demostraron que incluso si las tres barras hubieran permanecido retiradas en una condición de apagado en frío, el reactor pudiera haberse apagado adecuadamente. (ref (en inglés): NRC Event Number 42348)